# Bahía de Robin Hood
La bahía de Robin Hood es una bahía, y también un pequeño pueblo pesquero, localizada en los North York Moors, ocho kilómetros al sur de Whitby y 24 km al norte de Scarborough, en la costa de Yorkshire del Norte, en Inglaterra. Bay Town, su nombre local, se encuentra en la antigua jurisdicción de la capilla de Fylingdales en el wapentake (una subdivisión de algunos condados ingleses, equivalente a un hundred) de Whitby Strand.

## Historia

### Toponimia
El origen del nombre no se conoce con seguridad, y es dudoso el hecho de que Robin Hood estuviese alguna vez en la región. Una balada inglesa y una leyenda cuentan la historia de Robin Hood tropezando con piratas franceses, que llegaban para saquear los barcos de los pescadores y la costa noreste. Los piratas se rindieron y Robin Hood devolvió el botín a la gente pobre del pueblo que ahora se llama Bahía de Robin Hood.

### Primeros antecedentes
Alrededor del año 1000, la aldea vecina de Raw y el pueblo de Thorpe (Fylingthorpe), en Fylingdales, habían sido colonizados por noruegos y daneses. Tras la conquista normanda en 1069, gran parte de las tierras del Norte de Inglaterra, incluyendo Fylingdales, quedaron arrasadas. Guillermo el Conquistador cedió Fylingdales a Tancredo de Galilea, quien más tarde se lo vendió al Abad de Whitby. Los primeros asentamientos se encontraban a una milla (un kilómetro y medio) por tierra de Raw, pero sobre el año 1500 creció una colonia en la costa.
En el siglo XVI, el puerto de Bahía de Robin Hood era más importante que el de Whitby, lo describe una minúscula ilustración de casa altas y una antorcha sobre viejas cartas de navegación del Mar del Norte, publicada por Lucas Janszoon Waghenaer en 1586, ahora se puede encontrar en el Museo Marítimo de Róterdam. Tras la Disolución de los monasterios en 1540, la Abadía de Whitby y sus tierras llegaron a ser propiedad de Enrique VIII de Inglaterra con King Street y King’s Beck datando de esta época.

### Contrabando
El contrabando, que consiste en un laberinto de calles estrechas, tiene una tradición de contrabando y supuestamente existe una red de pasadizos subterráneos conectando las casas. Durante el final del siglo XVIII, el contrabando era común en la costa de Yorkshire. Las embarcaciones del continente traían material de contrabando que era distribuido por contactos en tierra, y las operaciones eran financiadas por sindicatos que obtenían beneficios sin los riesgos a los que se exponían los marineros y los aldeanos. Té, ginebra, ron, brandy y tabaco estaban entre la mercancía que se pasaba de contrabando a Yorkshire desde los Países Bajos y Francia para evitar los aranceles.
En 1773, dos cúteres de Aduana, el Mermaid y el Eagle, fueron sobrepasados en potencia de fuego y expulsados de la bahía por tres embarcaciones contrabandistas, una goleta y dos chalupas.

### Pesca y botes salvavidas

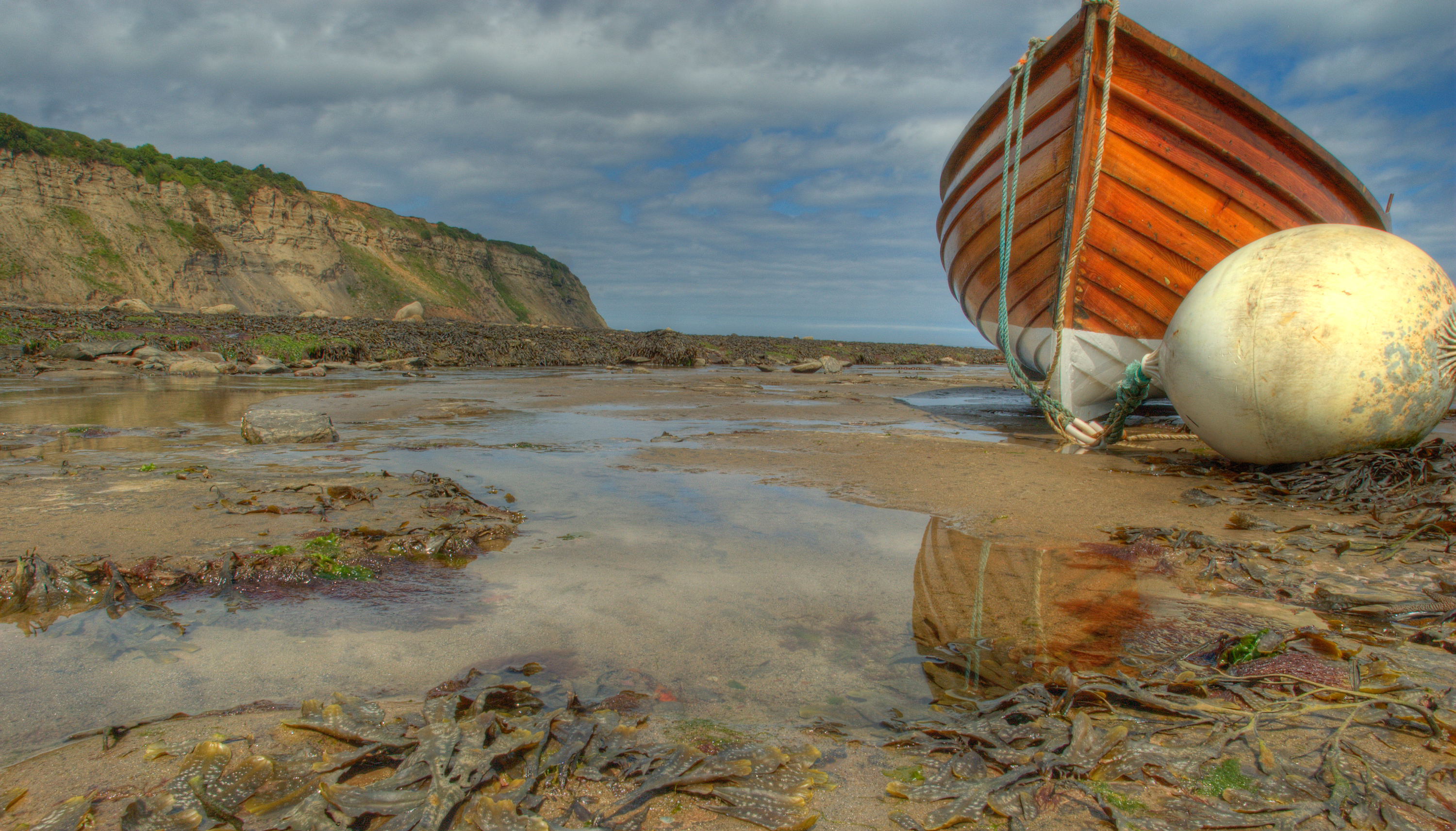
Playa de Robin Hood's Bay

La pesca y la agricultura eran las profesiones originales que seguían las generaciones del pueblo de Bay. La pesca alcanzó su cumbre a mediados del siglo XIX, los pescadores usaban el coble (un tipo de barco pesquero tradicional inglés) en invierno para la pesca con caña y un barco más grande para la pesca del arenque. El pescado se cargaba en cuévanos, y hombres y mujeres recorrían los senderos del páramo hacia Pickering o York. Muchas casas de la aldea fueron construidas entre 1650 y 1750, y familias enteras se implicaban en la industria pesquera. Muchas familias tenían, o poseían en parte, cobles. Posteriormente, algunos poseían océano yendo en barco.
Una placa en el pueblo deja constancia de que un bergantín llamado "Visitor" se encalló en la Bahía de Robin Hood el 18 de enero de 1881 durante una violenta tormenta. Para salvar a la tripulación, la lancha de socorro de Whitby fue arrastrado 6 millas terrestres (unos 9 kilómetros y medio) por 18 caballos, con 7 pies (unos 2 metros) de profundidad de nieve despejada por 200 hombres. El camino hacia el mar a través del pueblo de Bahía de Robin Hood era estrecho y tenía curvas difíciles, los hombres tuvieron que seguir adelante demoliendo muros de jardines y arrancando arbustos con tal de dejar espacio al carruaje con la lancha. Fue echada al mar dos horas más tarde de salir de Whitby, con la tripulación del Visitor rescatada al segundo intento.
La principal actividad legítima siempre había sido la pesca, pero esta empezó a declinar a finales del siglo XIX. Hoy en día, la mayor parte de sus ingresos provienen del turismo.
Bahía de Robin Hood también es famosa por el gran número de fósiles que puede encontrarse en su playa.
En 1912, el profesor Walter Garstang de la Universidad de Leeds, en cooperación con el profesor Alber Denny de la Universidad de Sheffield, estableció el Laboratorio Marino de Bahía de Robin Hood, que continuó en el lugar los siguientes 70 años.

## Governanza
Bahía de Robin Hood fue parte de la jurisdicción de la capilla de Fylingdales, en Liberty of Whitby Strand, que fue un wapentake en el North Riding de Yorkshire.

## Geografía

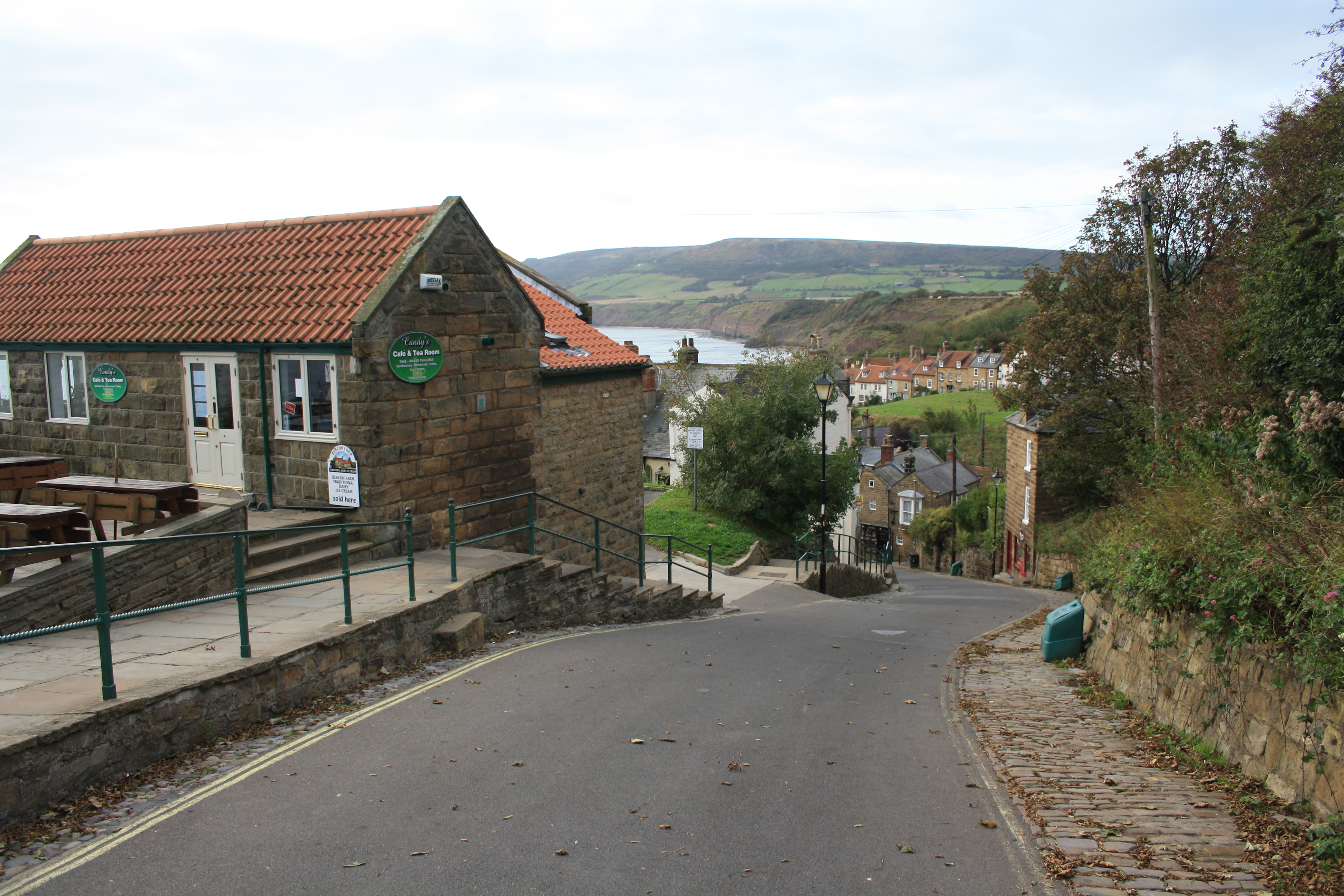
New Road, bajando hacia la costa.

El pueblo de Bahía de Robin Hood está construida en una fisura entre dos acantilados escarpados. Las casas de la aldea fueron construidas mayormente de arenisca con tejados de tejas rojas. La calle principal es New Road, que desciende desde lo alto del acantilado, donde se encuentran la casa solariega, las casas más nuevas y la iglesia de San Esteban. Pasa a través de la aldea cruzando el arroyo King's Beck y alcanza la playa por una grada empedrada conocida como Wayfoot, por el arroyo desemboca en la playa.
Los acantilados están compuestos de esquisto bituminoso liásico bajo una capa del Jurásico medio y estratos cruzados de arenisca y esquisto bituminoso oolíticos inferiores.
El Wine Haven-Profil cerca de Bahía de Robin Hood es Sección y punto de estratotipo de límite global (Global Boundary Stratotype Section and Point, abreviado GSSP) de la época del Pliensbachiano (183,0–189,6 mya), una de las cuatro subetapas cronográficas del Jurásico inferior.

## Transporte
Bahía de Robin Hood tuvo una vez una estación de tren, que fue inaugurada en 1885 y cerrada en 1965, y por la que pasaba la línea ferroviaria de Scarborough y Whitby. La vía del viejo ferrocarril es ahora un sendero y una ruta para ciclistas. La estación de tren más cercana está en Whitby.
El pueblo está conectado a la carretera A171, permitiendo el acceso a Whitby y Scarborough. Los servicios de autobuses Arriva 93 y X93 entre Scarborough y Middlesbrough pasa por la Bahía de Robin Hood. La Bahía de Robin Hood es el límite oriental del Coast to Coast Walk de Alfred Wainwright. Bahía de Robin Hood también está en la parte costera del Cleveland Way., un sendero de larga distancia.

## Religión

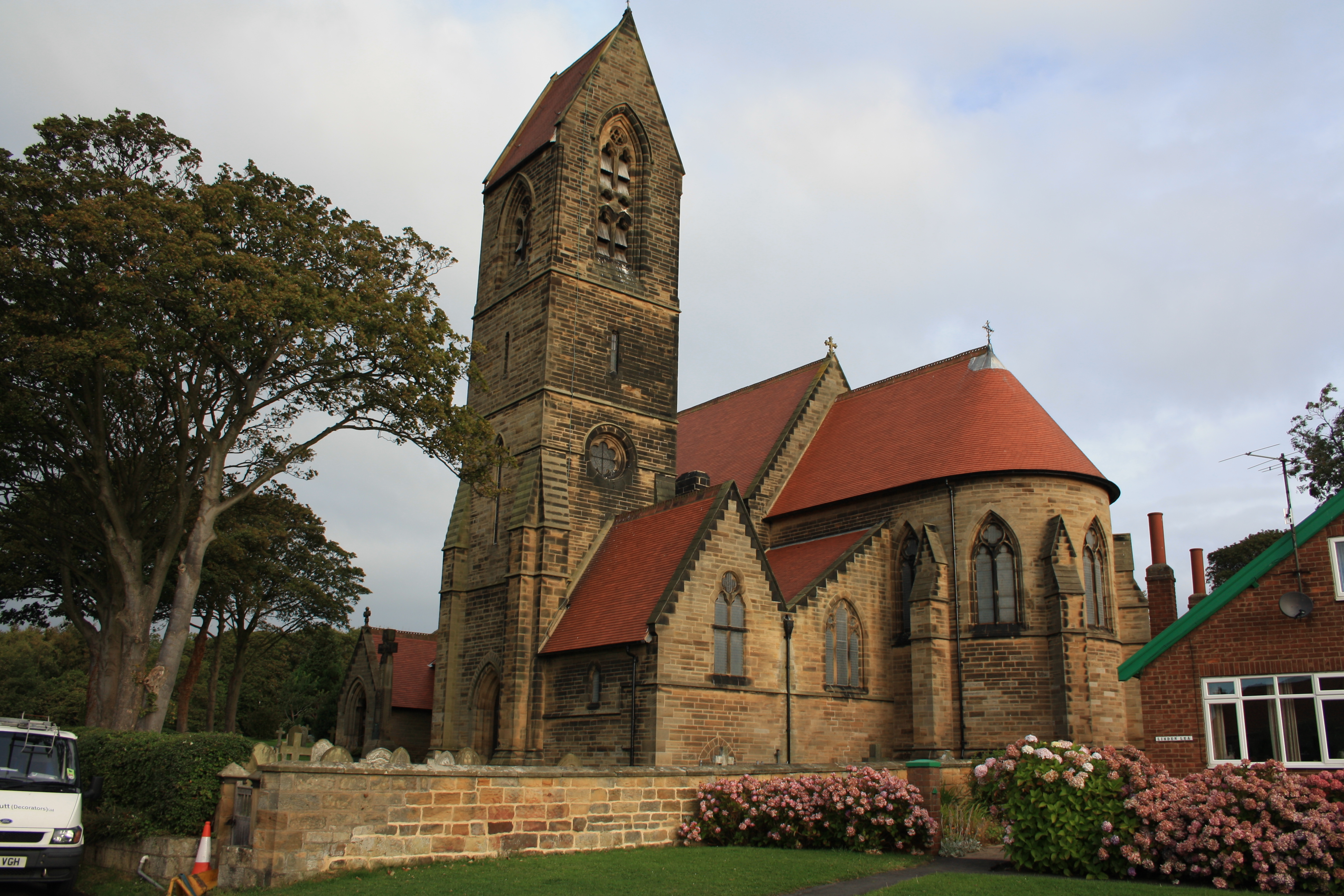
La nueva Iglesia de San Esteban, en Thorpe Lane.

Bahía de Robin Hood está en la zona parroquial de Fylingdales, que contiene dos iglesias dedicadas a San Esteban. La vieja Iglesia de San Esteban de Fylingdales, en la ladera de Raw, por encima de la aldea, reemplazaba a una antigua iglesia con orígenes sajones y fue demolido en 1821 y era una capilla dependiente de la abadía de Whitby. En 1870 se construyó una nueva iglesia, también de San Esteban, diseñada por George Edmund Street.

## Cultura
Bahía de Robin Hood es el escenario de las novelas de Bramblewick (Three Fevers, Phantom Lobster, Foreigners and Sally Lunn), de Leo Walmsley, que fue educado en el aula de la Old Chapel, en la aldea baja. "Robin Hood's Bay" es un poema del poeta infantil Michael Rosen.
El periódico Bayfair contiene noticias e información local. El Bay Broadband Co-operative proporcionan acceso inalámbrico a internet a los visitantes por todo el pueblo.
En 1948, la revista Life escribió una historia de un desconocido que escribía cartas anónimas de amenaza a los habitantes de la Bahía de Robin Hood desde 1928.
La película Wild Child (2008) contiene varias escenas filmadas en la Bahía de Robin Hood.

## Galería

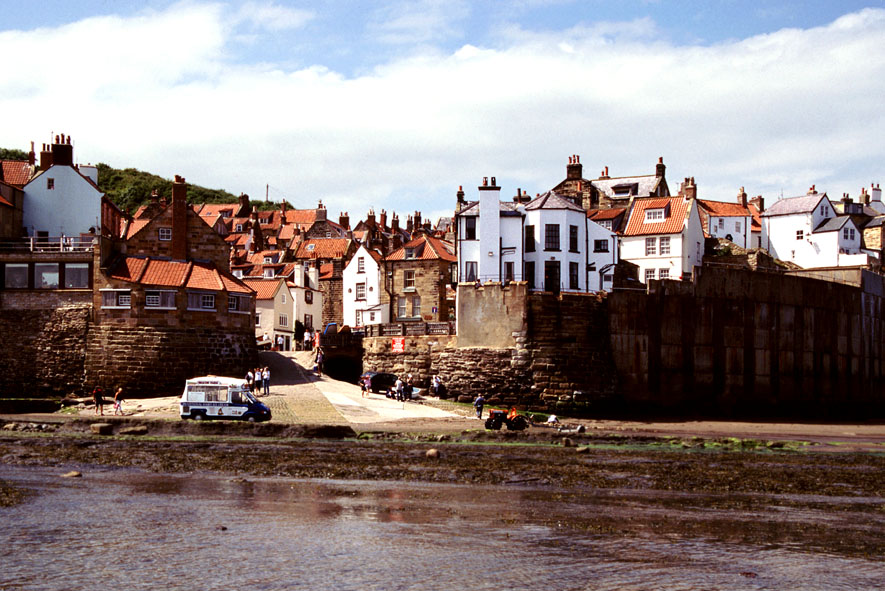
Bahía de Robin Hood - vista desde el mar
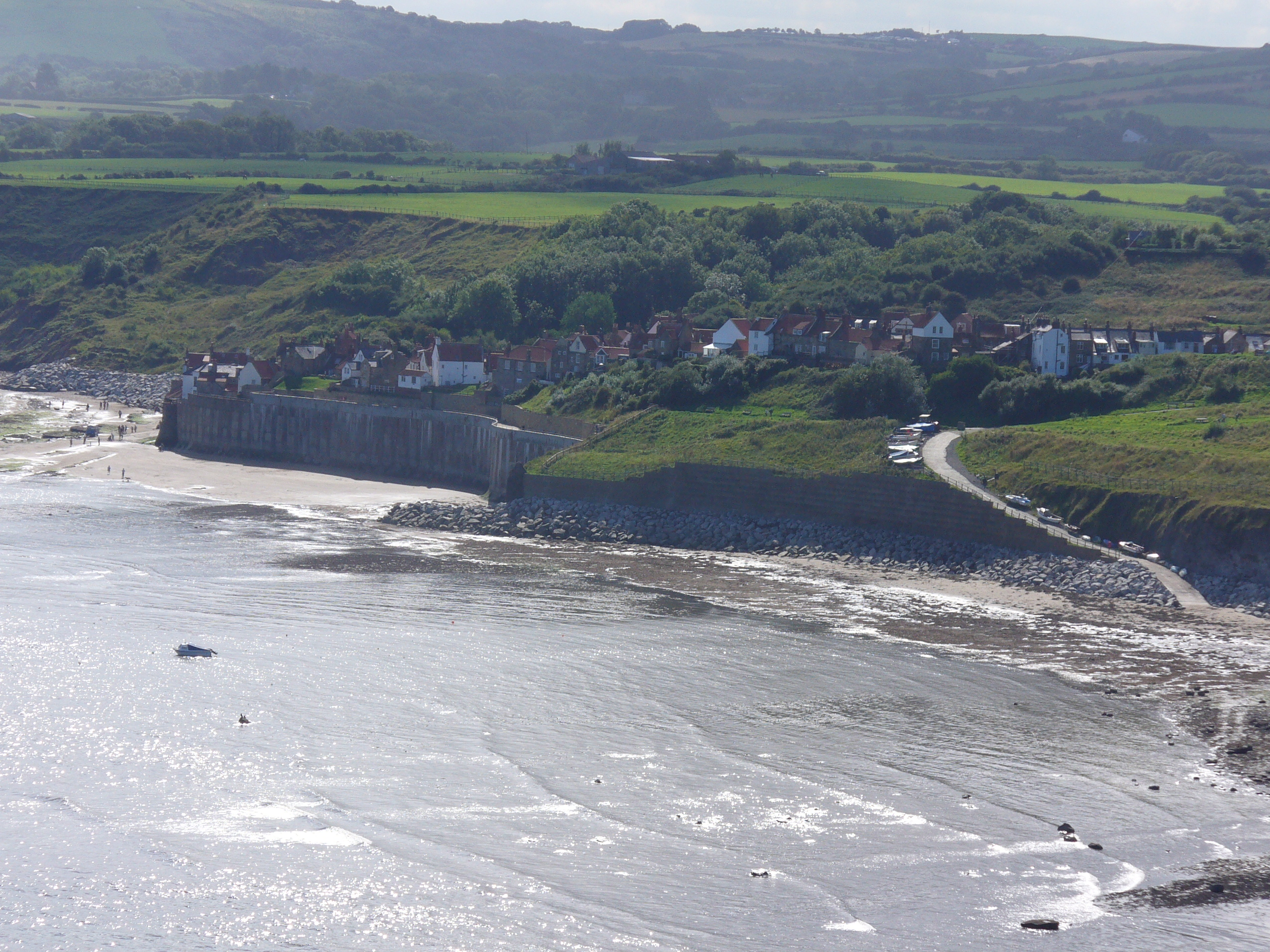
Bahía de Robin Hood desde el Cleveland Way
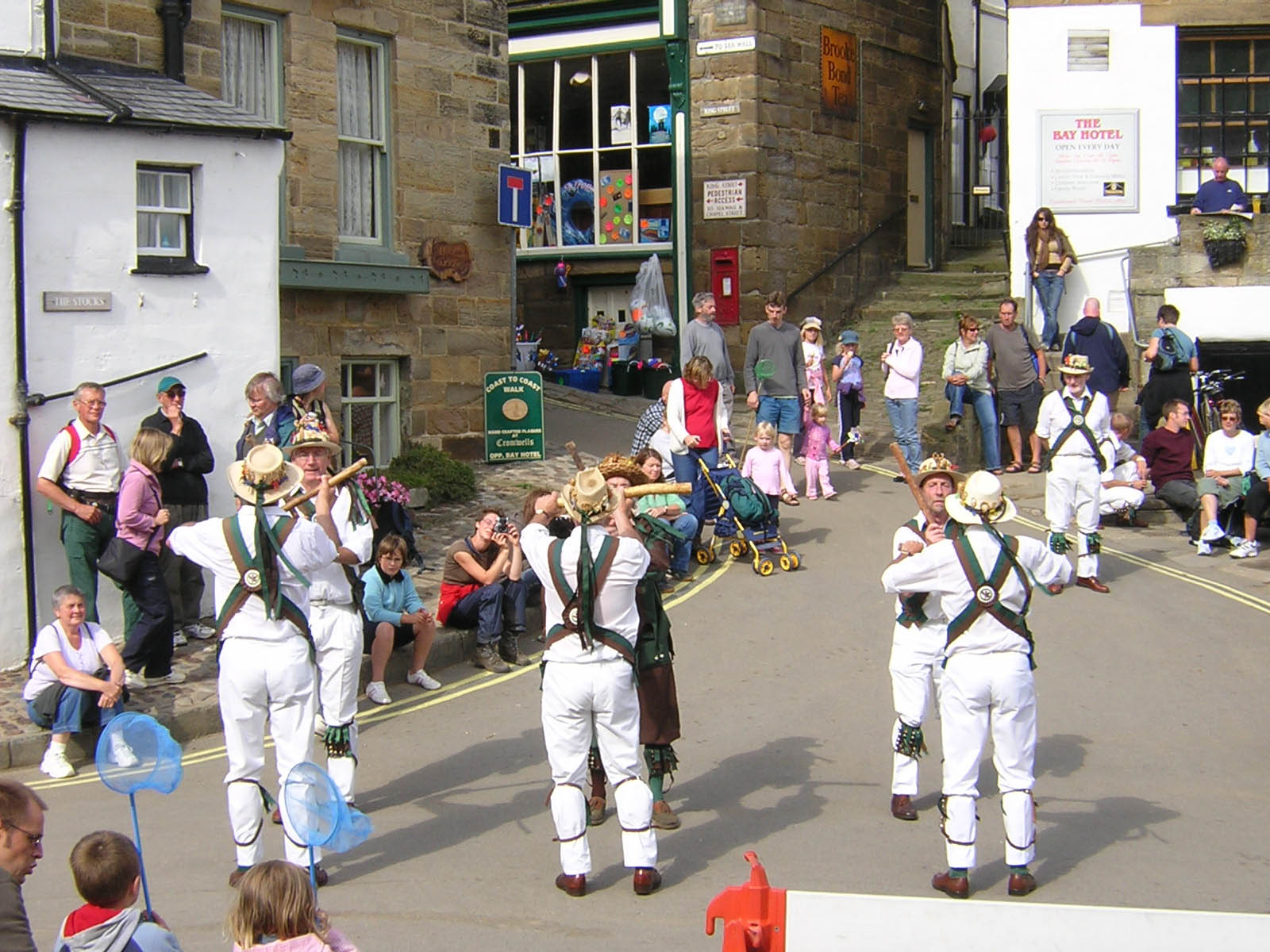
Bailarines de Danza Morris en la Bahía de Robin Hood